# 이시원 (배우)
이시원(한국 한자: 李偲源, 1987년 8월 29일 ~ )은 대한민국의 배우이다.
2012년 한국방송공사 대하드라마 《대왕의 꿈》으로 정식 데뷔하였다.

## 학력
- 서울봉은초등학교 (졸업)
- 봉은중학교 (졸업)
- 청담고등학교 (졸업)
- 서울대학교 경영학과, 인류학과 (졸업)
- 서울대학교 대학원 인류학과 진화심리학과 전공 석사과정 (졸업), 인류학석사(학위논문명: 공공재 게임에서 나타나는 평판 평가의 특성)

## 출연작품

### 교양
- KBS1 《역사저널 그날》

### 연극
- 2024년 연극 《극적인 하룻밤》 ... 정시후 역

### 드라마
- 2012년 KBS1 대하사극 《대왕의 꿈》 ... 보량공주 역
- 2014년 SBS 월화 미니시리즈 《신의 선물 - 14일》 ... 이수정 역
- 2014년 tvN 금토 미니시리즈 《미생》 ... 하정연 역
- 2014년 OCN 일요 미니시리즈 《닥터 프로스트》 ... 송설 역
- 2014년 SBS 저녁 일일연속극 《달려라 장미》 ... 황태희 역[3]
- 2015년 KBS2 월화 미니시리즈 《후아유 - 학교 2015》 ... 정민영 역
- 2015년 SBS 주말 특별기획 드라마 《애인 있어요》 ... 이혜주 역
- 2015년 SBS 월화 미니시리즈 《미세스 캅》 ... 강지연 역
- 2015년 KBS2 주말 드라마 《부탁해요, 엄마》 ... 유지연 역
- 2015년 MBC 저녁 일일드라마 《아름다운 당신》[4] ... 김수진 역
- 2016년 SBS 2부작 단막극 《퍽》 ... 가여은 역
- 2016년 SBS 아침 일일드라마 《내 사위의 여자》 ... 오영채 역 (특별출연)
- 2016년 네이버 웹드라마 《앙마 다이어리》 ... 천나라 역
- 2016년 KBS2 월화 미니시리즈 《뷰티풀 마인드》 ... 이시현 역
- 2017년 KBS2 수목 미니시리즈 《추리의 여왕》 ... 서현수 역
- 2017년 OCN 주말 오리지널 드라마 《블랙》 ... 최순정 젊은시절 역
- 2018년 KBS2 수목 미니시리즈 《슈츠》 ... 세희 역
- 2018년 tvN 드라마스테이지 《인출책》 ... 미영 역
- 2018년 tvN 주말 미니시리즈 《알함브라 궁전의 추억》 ... 이수진 역
- 2019년 KBS2 월화 미니시리즈 《너의 노래를 들려줘》 ... 홍수영 역
- 2019년 KBS2 수목 미니시리즈 《동백꽃 필 무렵》 ... 미연 역
- 2020년 OCN 주말 오리지널 드라마 《본 대로 말하라》 ... 한이수 역
- 2021년 TV조선 주말 미니시리즈 《엉클》 ... 송화음 역
- 2022년 tvN 수목 미니시리즈 《아다마스》 ... 윤 비서 역
- 2023년 tvN 토일 미니시리즈 《마에스트라》 … 이아진 역

### 예능
- 2019년 tvN 8부작 예능 프로그램 《뭐든지 프렌즈》 ... 랭킹마트 직원 역
- 2023년 《라디오스타》MBC
- 2024년 《톡파원25시》JTBC
- 2024년 《히든아이》MBC 에브리원

### 영화
| 연도 | 제목                   | 역할        | 비고 |
| ---- | ---------------------- | ----------- | ---- |
| 2014 | 들개                   | 시원        |      |
| 2014 | 10분                   | 송은혜      |      |
| 2014 | 터널 3D                | 유경        |      |
| 2017 | 브이아이피             | 여자요원 1  |      |
| 2019 | 미친사랑               | 조명애/아내 |      |
| 2020 | 오케이! 마담           | 신혼아내    |      |
| 2020 | 불멸의 사랑            | 이신희      |      |
| 2020 | 아낌없이 내어주는 여자 | 신지은      |      |
| 2022 | 부기나이트             | 연주        |      |